# Michael Brandon (attore 1965)
Michael Brandon, pseudonimo di Michael Phillips (Huntington Beach, 9 febbraio 1965), è un ex attore pornografico ed ex regista pornografico statunitense, che ha lavorato esclusivamente nel settore della pornografia gay.

## Biografia
Nato nella Contea di Orange in California, fin da ragazzino si dimostra sessualmente precoce, avendo le prime esperienze attorno a dodici anni. Le prime vere esperienze sessuali le ha con una ragazza conosciuta tra i banchi di scuola, colei che attorno ai vent'anni sposa, ma il matrimonio fallisce dopo solo due anni. Dopo il fallimento del suo matrimonio, decide di prendere in mano la propria vita e vivere a pieno la propria sessualità facendo coming out.
Rispondendo ad annuncio trovato sulla rivista Frontiers, inizia la sua carriera come porno attore verso la fine degli anni ottanta, più precisamente nel 1989. Ben presto diviene noto per le dimensioni del suo pene, a cui affibbia il soprannome "Monster", date le sue notevoli dimensioni, 25 cm. Ma in seguito al successo inizia ad abusare di droghe e alcol, passando un periodo della sua vita in prigione.
Dopo una cura riabilitativa e grazie delle persone attorno a lui, riesce ad uscire dal tunnel della droga. Nel 1999 riprende in mano la propria carriera con successo, nel 2001 apre il proprio sito ufficiale che gli permette di ampliare la propria popolarità ed avere contatti con i suoi fans. Il sito vince per tre anni di fila il Cyber Socket Award come miglior sito porno. Brandon si esibisce nei suoi film principalmente come attivo dominante ma pratica anche sesso orale e anale da passivo.
Dopo aver lavorato per i più importanti e noti studi della settore, nel 2001 inizia a collaborare con i Raging Stallion Studios. Nel 2002 vince un Grabby Award come miglior performer, nella stessa categoria vince un GayVN Award, premio che si aggiudica per due anni di fila. Sempre nel 2002 inizia l'attività di produttore diventando co-proprietario dei Raging Stallion Studios e creando una propria linea di film chiamata Monster Bang, in onore del suo pene, caratterizzata da film più aggressivi e brutali. Nel 2003 inizia una nuova esperienza lavorativa, debuttando come regista con il film Pokin' in the Boy's Room. Oltre alla continua carriera di porno attore, Brandon diviene un vero e proprio imprenditore, toccando e curando ogni aspetto della produzione di un film porno, nel frattempo lancia una linea di giocattoli sessuali, tra cui un dildo realizzato sulle sue reali misure.

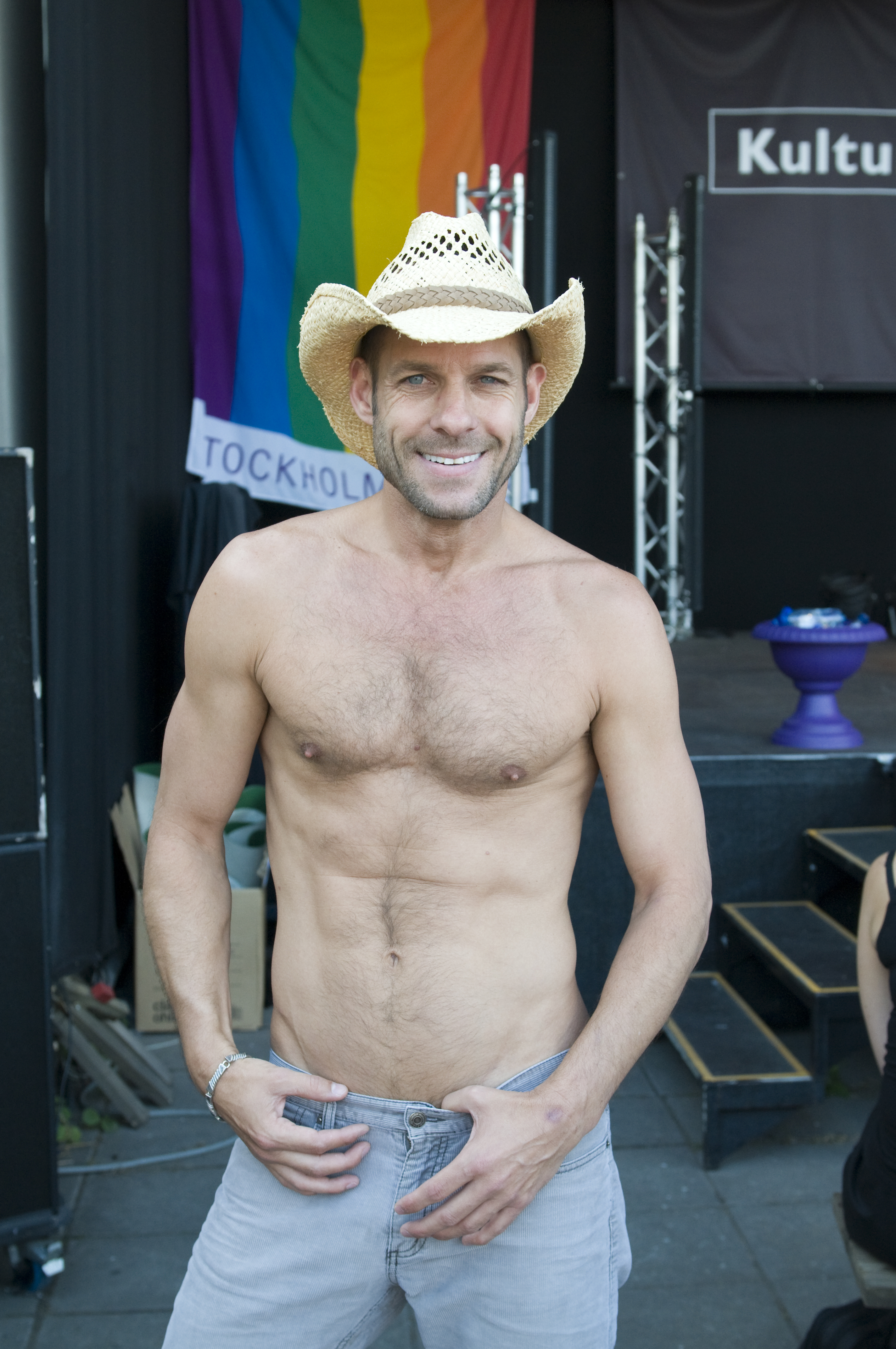
Michael Brandon

Nel 2006 viene inserito nella Hall of Fame durante l'ottava edizione dei GayVN Award per il suo alto contribuito nel settore hard, inserendolo di diritto tra le leggende della pornografia gay.
Dopo anni passati a fare da portavoce in campagne contro l'abuso di metanfetamina, nel 2008 ricasca nel tunnel della droga diventando dipendente da crystal meth. Entra in un centro per disintossicarsi e ne esce ripulito pronto a tornare al lavoro. Brandon si è detto profondamente amareggiato per il suo comportamento e nutre sensi di colpa nei confronti dei propri fan e delle persone a lui care.

## Premi
- GayVN Award 2002 - Gay Performer of the Year
- GayVN Award 2003 - Gay Performer of the Year (ex aequo con Colton Ford)
- GayVN Award Hall of Fame nel 2006
- Grabby Award 2002 - Best Performers
- Grabby Award Wall of Fame nel 2003
- Grabby Award 2005 - Hottest Cock
- Men Magazine Readers' Choice Awards - Man of the Year
- Male Escort Awards 2001 - Best Escort over 30
- Male Escort Awards 2002 - Best Porn Star Escort
- Male Escort Awards 2003 - Best Porn Star Escort
- Male Escort Awards 2002 - Best Dick
- Male Escort Awards 2003 - Best Dick
- Cybersocket Web Awards 2001 - Best Porn Star Site
- Cybersocket Web Awards 2004 - Best Porn Star Site - Sufers Choice
- Cybersocket Web Awards 2004 - Best Porn Star Site - Industry Choice
- Cybersocket Web Awards 2005 - Best Porn Star Site - Industry Choice

## Filmografia

### Attore
- All Hands On Dick (1986)
- Boy, Oh Boy (1988)
- Air Male (1989)
- Blow Your Own Horn (1989)
- Boys, Boys, Boys (1989)
- Oh Boy (1989)
- Santa Monica Boulevard: Tender Trick (1989)
- Idle Pleasures (1990)
- Lovers Coming Home (1990)
- Shacking Up (1990)
- Giants 2 (1993)
- Threes on Their Knees (1994)
- Black Jacks 2 (1995)
- Tight Pecs (1995)
- Bear Sex Party (1996)
- Donkey Dick (1997)
- Accounts Layable (1999)
- Breakfast Club (1999)
- Czech Point (1999)
- Hunk For Hire (1999)
- Late Nite Porn (1999)
- Sex In Uniform 3 (1999)
- All American Surfers (2000)
- Balls To The Wind (2000)
- Best of Michael Brandon (2000)
- Beyond Adorable (2000)
- Brig Brats (2000)
- Campus Capers (2000)
- Cockpit: Everybody's Going Down (2000)
- Don't Ask Don't Tell (2000)
- Even More Adorable (2000)
- Every Inch Counts (2000)
- Hard Eight (2000)
- Harley Does The Strip (2000)
- Hustlers Club (2000)
- Live and Raw: The Movie (2000)
- Marine Base Instinct (2000)
- Marine Mischief (2000)
- Meat Packers (2000)
- Meat Packers 3 (2000)
- Playing with Fire 2 (2000)
- Size Of It (2000)
- Slutty Professor (2000)
- Stepfather (2000)
- Stiff? (2000)
- Untamed (2000)
- Zak Spears: The Journey Back (2000)
- Ass Wide Open (2001)
- Best Little Whorehouse in Tex-Ass (2001)
- Bi Virgins (2001)
- Big Time Excitement (2001)
- Blow Me: Part One (2001)
- Blow Me: Part Two (2001)
- Come And Get It (2001)
- Cops Gone Bad (2001)
- Cowboy Tails (2001)
- Cuming in America (2001)
- Deep Thoat Dudes (2001)
- Felt (2001)
- Getting It At The Rave (2001)
- Guys Who Eat Cum (2001)
- Hair Today, Gone Tomorrow (2001)
- In Gear (2001)
- Jimmy Rides Again (2001)
- Leather Persuasion (2001)
- Let Loose (2001)
- Licking My Load 2 (2001)
- Male.cum (2001)
- Michael Brandon: Down and Dirty (2001)
- PornStruck (2001)
- Romance (2001)
- Seven Deadly Sins: Lust (2001)
- Sex Inferno (2001)
- SexPack Six: Heavy Equipment (2001)
- Shock 2 (2001)
- ShowGuys 12: Michael Brandon And Michael Star (2001)
- South Beach Cruisers (2001)
- Stiff (2001)
- Terms Of Endowment (2001)
- Tiger: Down and Dirty (2001)
- Uniform (2001)
- Apprentice 2: Dark Heart (2002)
- Battle of the Big Dicks (2002)
- Best of Bi Sex Scenes (2002)
- Blow Me 2 (2002)
- Boner's Manual (2002)
- Closed Set: The New Crew (2002)
- Cocks On The Rocks Gang Bang (2002)
- Dirty Director (2002)
- Don't Tease Me 2 (2002)
- Fistpack 1: Chris Ward's Extreme Penetration (2002)
- Gang Bang Café (2002)
- Hairy Tales (2002)
- Huge Fucking Cocks (2002)
- Latin Tendencies (2002)
- Let's Talk Sex (2002)
- Monster Bang 2: Stick It In (2002)
- Natural Instinct (2002)
- Nob Hill All Stars (2002)
- Salesman (2002)
- Saluting Michael Brandon (2002)
- SexPack Eight: Sky's The Limit (2002)
- SexPack Nine: Fire in the Hole (2002)
- SexPack Reduxxx (2002)
- Soldiers in the Dungeon (2002)
- Somethin' About A Soldier (2002)
- Spell (2002)
- Strong-Armed 2 (2002)
- Swing Club (2002)
- Trespass (II) (2002)
- Wrist Rider (2002)
- Butt In (2003)
- Butt Out (2003)
- Double Delights (2003)
- Down Right Dangerous (2003)
- Hard at Work (2003)
- Lord And Master (2003)
- LumberJacked: Crimes Against Nature (2003)
- LumberJacked: Crimes Against Nature (new) (2003)
- Monster Bang 3: Packin' Loads (2003)
- Monster Bang 4: Poke, Prod, Penetrate (2003)
- Other Side (2003)
- Otherside (2003)
- Plexus: Hardcore Edition (2003)
- Poke Prod Penetrate! (2003)
- Porn Star Is Born (2003)
- Prowl 3 (2003)
- Rear End Collision 1: Pop A Gasket (2003)
- Rear End Collision 2: Lube Job (2003)
- ShowGuys 24: The Mutiny And Mayhem Cruise (2003)
- ShowGuys Cum Shots 2: Porn Stars (2003)
- Take it Like a Man (2003)
- Biggest Dick in Town: Well Hung (2004)
- Fistpack 3: Up For Grabs (2004)
- Gay Dreams 2: San Francisco Nights (2004)
- Hairy Boyz 2 (2004)
- Michael Brandon: Virtually Yours (2004)
- Pleasure Pain (2004)
- Pokin' In The Boys Room (2004)
- Tune Up (2004)
- Ass Pounding Hunks 2 (2005)
- Cadet Convoy (2005)
- Fistpack 4: Nutts for Butts (2005)
- Heat of the Moment (2005)
- Monster Bang 6: Party in the Rear (2005)
- Monster Bang 7: Hard as Wood (2005)
- Way Below The Belt (2005)
- Hairy Boyz 6 (2006)
- Monster Bang 9: Ass Quest 2 (2006)
- Monster Bang Gold 1 (2006)
- Monster Bang Gold 2 (2006)
- Tyler Riggz: Shot For Shot (2006)
- Ass Licking and Cum Eating (2007)
- Bang That Ass (2007)
- Best of François Sagat 1 (2007)
- Hairy Boyz 8 (2007)
- Ass Manwich (2008)
- Brittany's Transformation (2008)
- Gay Domination (2008)
- Saluting Stonie (2008)
- Best of Max Grand (2009)
- Humongous Cocks (2009)
- Humongous Cocks 2 (2009)
- Humongous Cocks 3 (2009)
- My Brother Loves Dick (2009)
- Superstars of Pacific Sun (2009)
- Coat Your Throat (2010)
- Humongous Cocks 4 (2010)
- Humongous Cocks 5 (2010)
- Humongous Cocks 6 (2010)
- Inked Boyz 1 (2010)
- Bad Ass (2011)
- Fist My Gaping Hole (2011)
- Michael Brandon and Element Eclipse (2011)
- Michael Brandon and Tim Kruger (2011)
- Humongous Cocks 10 (2011)
- Humongous Cocks 11 (2011)
- Pounded Down (2011)
- Humongous Cocks 12 (2012)
- Humongous Cocks 13 (2012)
- Humongous Cocks 23 (2014)

### Regista
- Monster Bang 5: Pokin' In The Boys Room (2004)
- Pokin' In The Boys Room (2004)
- Monster Bang 6: Party in the Rear (2005)
- Monster Bang 7: Hard as Wood (2005)
- Best In Hole (2006)
- Escape From San Francisco (2006)
- Monster Bang 8: Ass Quest (2006)
- Monster Bang 9: Ass Quest 2 (2006)
- Monster Bang 9: Humping Iron (2006)
- Monster Bang Gold 1 (2006)
- Bang That Ass (2007)
- Best of François Sagat 1 (2007)
- Grunts (2007), regia di Ben Leon, Chris Ward
- Monster Bang 13: Trouser Trout (2007)
- Tailpipes (2007)
- Best of Francois Sagat 3 (2008)
- Best of Remy Delaine (2008)
- Big Bigger Biggest (2008)
- Big Bigger Biggest 2 (2008)
- Humongous Cocks (2009)
- Humongous Cocks 2 (2009)
- Coat Your Throat (2010)
- Hairy Boyz 14 (2010)
- Hairy Boyz 17 (2010)
- Humongous Cocks 4 (2010)
- Humongous Cocks 6 (2010)
- Inked Boyz 1 (2010)
- Humongous Cocks 11 (2011)